# SOS: Спасите наши души
«S.O.S. Спасите наши души» — российский фильм 2005 года режиссёра Андрея И (он же А. Ф. Хорошев)

## Сюжет
В основе сюжета фильма — история из жизни двух подростков, столкнувшихся с определёнными сложностями, толкающими их на путь воровства.
Миша и Зина — подростки живущие по соседству — влюбляются друг в друга. Оба из не особо зажиточных семей, и потому оба стремятся хоть как-то изменить своё унылое существование и помочь родителям. Их родители — порядочные люди, зарабатывающие деньги честным трудом.
Однажды, катаясь на мотоцикле, они случайно «похищают» женскую сумочку и находят в ней 700 долларов, Зина (она держала сумочку), убедила Мишу, что документов нет в сумочке и потому деньги теперь принадлежат им (хотя позже она достает оттуда водительские права и разрезает их). Это была их первая кража. Также во время поездки у мотоцикла ломается коробка передач, но с деньгами они могут позволить себе поставить новую.
Теперь, стремясь помочь родным, а также соседской девочке (ей требовались деньги для операции, она не могла ходить), они начали промышлять воровством — таская сумки и борсетки, пока однажды не влипли в серьезную историю: проезжая мимо дорогой машины они заметили одиноко сидящего там маленького мальчика. Зина пугает его угрозами и требует лежащую рядом борсетку. Испуганный мальчик выполняет её требования и они уезжают. Эту сцену увидел отец мальчика, который слишком поздно подошёл, чтобы поймать подростков, однако он позвонил своим друзьям-браткам, и подростков поймали и избили. Миша уверяет, что через три дня возместит им ущерб деньгами, на что бандиты соглашаются и отпускают их. Теперь перед ними встала серьезная задача: где достать столько денег. Однако Зина быстро находит выход — она предлагает ограбить машину инкассаторов во время перевозки денег (дело в том, что отец Миши устроился на новую работу — инкассатором), Миша соглашается, но только с условием, что это будет не день смены его отца — это был как раз тот день, когда нужно было вернуть деньги. Разработав план и достав оружие, они поехали «на дело», однако случается непредвиденное обстоятельство — отцу Миши звонят и просят выйти на работу.
Миша сталкивается с отцом и целится в него, однако узнав его, бросает ружьё и просит не стрелять в него, его отец опускает пистолет и подростки уезжают.
Приехав на встречу с бандитами, Миша отдаёт им последние деньги и просит пощадить их, объясняя, почему не получилось достать деньги. Банкир (чьего сына Зина испугала) спрашивает Мишу:
— А сможешь ли ты в второй раз выстрелить в отца?

— Если придется, — ответил он.
После этого бандиты оставляют их и уезжают, не причинив вреда.

## В ролях
| Актёр               | Роль                |
| ------------------- | ------------------- |
| Дмитрий Рудков      | Миша                |
| Рина Гришина        | Зина                |
| Андрей И            | Андрей, отец Мишки  |
| Валентина Касьянова | Люда, мать Мишки    |
| Валерий Дьяченко    | Павлик, отец Зины   |
| Бэла Ко             | Наташа, Мать Зины   |
| Сергей Барковский   | Анатолий            |
| Сергей Лысов        | Луков-старший       |
| Наталья Кутасова    | мать Лукова         |
| Кирилл Сбитнев      | Луков               |
| Сабина Шарифулина   | Лиза, сестра Лукова |
| Матвей Новак        | Витек               |
| Георгий Маришин     | Начальник охраны    |